# Cueva del Valle de Santa Ana
Cueva del Valle de Santa Ana este o arie protejată (arie specială de conservare — SAC, sit de importanță comunitară — SCI) din Spania întinsă pe o suprafață de 3,14 ha, integral pe uscat.

## Localizare
Centrul sitului Cueva del Valle de Santa Ana este situat la coordonatele 38°21′57″N 6°47′33″W / 38.365833°N 6.7925°V.

## Înființare
Situl Cueva del Valle de Santa Ana a fost declarat sit de importanță comunitară în aprilie 1999 pentru a proteja 4 specii de animale. Situl a fost protejat și ca arie specială de conservare în mai 2015.

## Biodiversitate
Situată în ecoregiunea mediteraneană, aria protejată conține 2 habitate naturale: Peșteri inaccesibile publicului, Dehesas cu Quercus spp. perene.
La baza desemnării sitului se află mai multe specii protejate de  mamifere (4): liliac comun (Myotis myotis), liliacul mare cu potcoavă (Rhinolophus ferrumequinum), liliacul mic cu potcoavă (Rhinolophus hipposideros), liliacul cu potcoavă a lui méhely (Rhinolophus mehelyi).